# David M. Wilson
Pour les articles homonymes, voir David Wilson et Wilson.
David Mackenzie Wilson est un archéologue et historien de l'art britannique né le 30 octobre 1931 à Dacre Banks, dans le Yorkshire du Nord.
Spécialiste de l'art anglo-saxon et viking, il occupe le poste de directeur du British Museum de 1977 à 1992.

## Ouvrages
- 1960 : The Anglo-Saxons
- 1964 : Anglo-Saxon Ornamental Metalwork 700–1100 in the British Museum
- 1966 : Viking Art
- 1970 : The Viking Achievement : A Survey of the Society and Culture of Early Medieval Scandinavia (avec Peter Foote (en))
- 1970 : The Vikings and Their Origins : Scandinavia in the First Millennium
- 1980 : The Northern World : The History and Heritage of Northern Europe AD 400—1100
- 1984 : Anglo-Saxon Art : From the Seventh Century to the Norman Conquest
- 1985 : La tapisserie de Bayeux
- 2002 : The British Museum : A History
- 2008 : Vikings in the Isle of Man
- 2018 : Manx Crosses : A Handbook of Stone Sculpture 500-1040 in the Isle of Man